# Valeriansyra
Valeriansyra eller pentansyra är en karboxylsyra med formeln C4H9COOH och är en fettsyra. Valeriansyrans salter och estrar kallas valerater eller pentanoater.

## Egenskaper
Valeriansyra hittas naturligt i läkevänderot (Valeriana officinalis) från vilken den har fått sitt namn. Den bildar en klar, nästan färglös vätska med sur reaktion. Den är löslig i eter, etanol och kloroform, men svårlöslig i vatten. Den doftar obehagligt.
Valeriansyra har en frånstötande lukt. Vid upphettning med etanol och koncentrerad svavelsyra uppstår dock en behaglig doft, som påminner om frukt och som är egendomlig för de valeriansyrade estrarna.
Den förekommer bl. a. i små mängder i rå ättika och utgör ett sexuallockämne hos vissa insekter.

## Framställning
Valeriansyra tillverkas av läkevänderot genom destillation med vatten vid närvaro av fosforsyra. Den kan även framställas syntetisk genom oxidation av amylalkohol med bikarbonat och svavelsyra.

## Användning
Valeriansyra används vid tillverkning av estrar, bland annat metylvalerat, etylvalerat och pentylvalerat. Dessa estrar används ibland som smakämnen på grund av sina fruktiga dofter. 
Valeriansyra kan användas vid behandling av finnar.
Av de valeriansyrade salterna, valerianaterna, har några medicinsk användning som psykofarmaka, speciellt inom alternativmedicinen.